# Blachownia (gemeente)

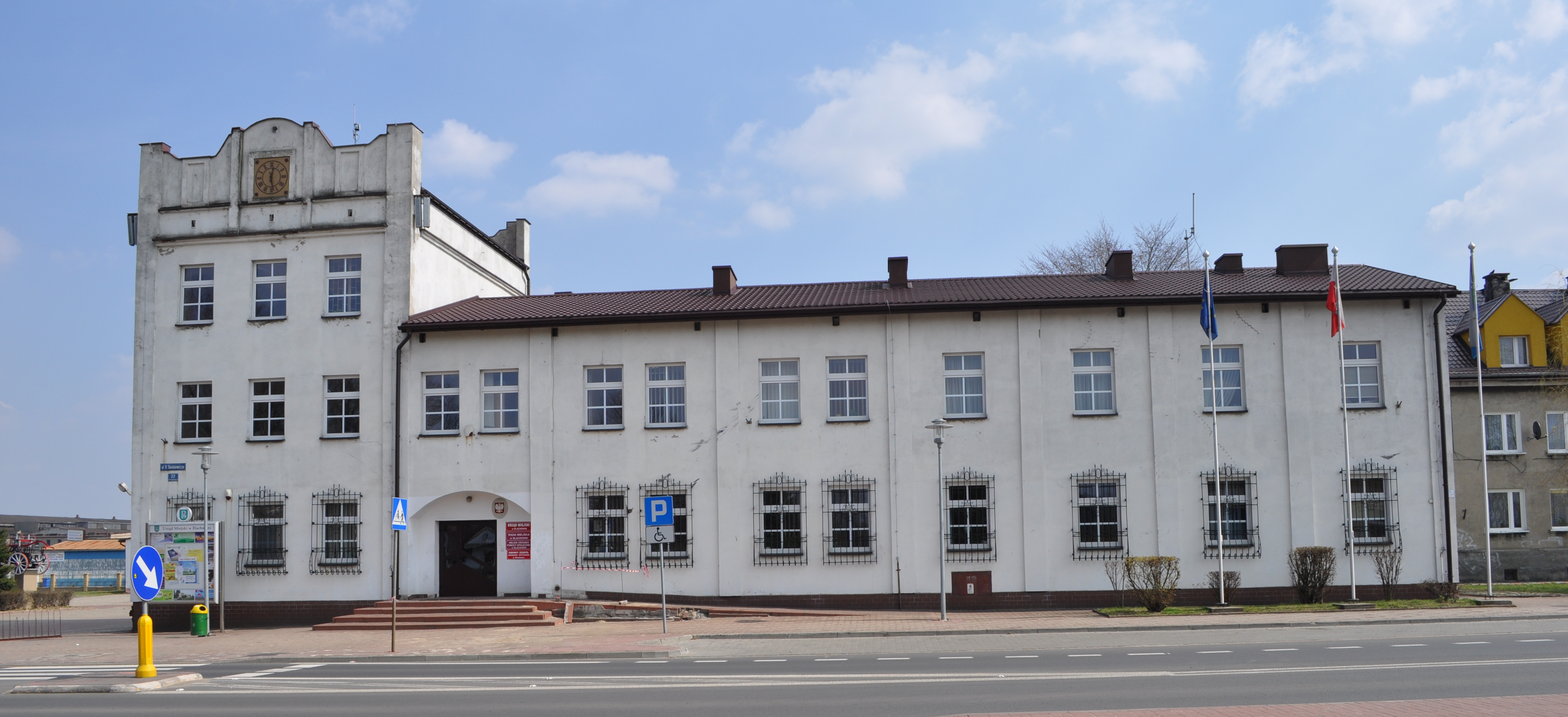
Gemeentehuis

De gemeente Blachownia is een stad- en landgemeente in het Poolse woiwodschap Silezië, in powiat Częstochowski.
De zetel van de gemeente is in Blachownia.
Op 30 juni 2004 telde de gemeente 13 383 inwoners.

## Oppervlakte gegevens
In 2002 bedroeg de totale oppervlakte van gemeente Blachownia 67,21 km², waarvan:
- agrarisch gebied: 34%
- bossen: 55%

De gemeente beslaat 4,42% van de totale oppervlakte van de powiat.

## Demografie
Stand op 30 juni 2004:
| Omschrijving                   | Totaal | Totaal | Vrouwen | Vrouwen | Mannen | Mannen |
| ------------------------------ | ------ | ------ | ------- | ------- | ------ | ------ |
| eenheid                        | aantal | %      | aantal  | %       | aantal | %      |
| inwoners                       | 13 383 | 100    | 7103    | 53,1    | 6280   | 46,9   |
| bevolkingsdichtheid (inw./km²) | 199,1  | 199,1  | 105,7   | 105,7   | 93,4   | 93,4   |

In 2002 bedroeg het gemiddelde inkomen per inwoner 1028,7 zł.

## Sołecwa
Cisie, Gorzelnia (sołectwa: Nowa Gorzelnia en Stara Gorzelnia), Kolonia Łojki, Konradów, Łojki, Wyrazów.

## Aangrenzende gemeenten
Częstochowa, Herby, Konopiska, Wręczyca Wielka